# Брамбилла, Эрнесто
Эрне́сто «Ти́но» Брамби́лла (итал. Ernesto "Tino" Brambilla; 31 января 1934, Монца, Ломбардия — 3 августа 2020, Монца, Ломбардия) — итальянский пилот Формулы-1. Родился в Монце, брат Витторио Брамбиллы. В 1959, завершил сезон на десятом месте в классе 350cc. В 1961 он также завершил сезон десятым в классе 350cc.
Брамбилла попытался участвовать в двух гонках Гран-при Формулы-1, сначала на Гран-при Италии 1963 года вместе с Scuderia Centro Sud, за рулём Cooper, он не смог квалифицироваться. В гонке сезона 1969 года он должен был принять участие за команду Ferrari, но в итоге на старт вышел Педро Родригес.

## Результаты выступлений в Формуле-1
| Легенда к таблице |                                                                    |
| --- | ------------------------------------------------------------------ |
| В таблице перечислены результаты всех Гран-при Формулы-1, в которых принимал участие гонщик. Строками таблицы являются сезоны, столбцами — этапы чемпионата мира. В каждой клетке указаны сокращённое название этапа и результат, дополнительно обозначенный цветом. Расшифровка обозначений и цветов представлена в нижеследующей таблице. |                                                                    |
| \| Пример \| Описание \| \| ------------ \| ------------------------------------------------------------------ \| \| 1 \| Победитель \| \| 2 \| Второе место \| \| 3 \| Третье место \| \| 5 \| Финишировал, заработав очки \| \| Сход \| Не финишировал, но при этом заработал очки \| \| 12 \| Финишировал, не получив очков \| \| НКЛ \| Финишировал, но не попал в финальную классификацию \| \| 15 \| Участвовал вне зачёта, либо по отдельной классификации \| \| 18 \| Не финишировал, но попал в финальную классификацию \| \| Сход \| Не финишировал \| \| НКВ \| Не прошёл квалификацию \| \| НПКВ \| Не прошёл предквалификацию \| \| ДСК \| Дисквалифицирован \| \| ИСК \| Исключён из протокола соревнований \| \| ТТ \| Заявлен для участия только в тренировках \| \| НС \| Участвовал в квалификации, но не стартовал в гонке \| \| Т \| Травмирован или болен \| \| ОТК \| Отказ от участия \| \| НТР \| Прибыл на соревнования, но на трассу не выезжал \| \| НПР \| Был заявлен в числе участников, но не прибыл к началу соревнований \| \| О \| Соревнования отменены \| \| \| Не участвовал \| \| Поул-позиция \| \| \| Быстрый круг \| \| |                                                                    |
| Пример | Описание                                                           |
| 1 | Победитель                                                         |
| 2 | Второе место                                                       |
| 3 | Третье место                                                       |
| 5 | Финишировал, заработав очки                                        |
| Сход | Не финишировал, но при этом заработал очки                         |
| 12 | Финишировал, не получив очков                                      |
| НКЛ | Финишировал, но не попал в финальную классификацию                 |
| 15 | Участвовал вне зачёта, либо по отдельной классификации             |
| 18 | Не финишировал, но попал в финальную классификацию                 |
| Сход | Не финишировал                                                     |
| НКВ | Не прошёл квалификацию                                             |
| НПКВ | Не прошёл предквалификацию                                         |
| ДСК | Дисквалифицирован                                                  |
| ИСК | Исключён из протокола соревнований                                 |
| ТТ | Заявлен для участия только в тренировках                           |
| НС | Участвовал в квалификации, но не стартовал в гонке                 |
| Т | Травмирован или болен                                              |
| ОТК | Отказ от участия                                                   |
| НТР | Прибыл на соревнования, но на трассу не выезжал                    |
| НПР | Был заявлен в числе участников, но не прибыл к началу соревнований |
| О | Соревнования отменены                                              |
| | Не участвовал                                                      |
| Поул-позиция |                                                                    |
| Быстрый круг |                                                                    |

| Сезон | Команда             | Шасси           | Двигатель           | Ш | 1   | 2   | 3   | 4   | 5   | 6   | 7       | 8      | 9   | 10  | 11  | Место | Очки |
| ----- | ------------------- | --------------- | ------------------- | - | --- | --- | --- | --- | --- | --- | ------- | ------ | --- | --- | --- | ----- | ---- |
| 1963  | Scuderia Centro Sud | Cooper T53      | Maserati Straight-4 | D | МОН | БЕЛ | НИД | ФРА | ВЕЛ | ГЕР | ИТА НКВ | США    | МЕК | ЮАР |     | НКЛ   | 0    |
| 1969  | Scuderia Ferrari    | 312 F1-68/F1-69 | Ferrari V12         | F | ЮАР | ИСП | МОН | НИД | ФРА | ВЕЛ | ГЕР     | ИТА НС | КАН | США | МЕК | НКЛ   | 0    |